# Bernard Václav Štiasný
Bernard Václav Štiasný (auch: Štasný, * 1760 in Prag; † 1835 ebenda) war ein tschechischer Cellist und Komponist.

## Leben
Der Sohn des Oboisten Jan Štiasný wirkte seit 1796 als Cellist des Prager Theaterorchesters und war von 1811 bis 1822 Cellolehrer am Prager Konservatorium. František Jan Štiasný war sein Bruder.
Er komponierte überwiegend didaktische Cellostücke, deren bekannteste Il maestro ed il scolare und 8 imitazioni e 6 pezzi con fughe sind.